# Yehuda (Leo) Levi
Pour les articles homonymes, voir Levi.
Yehuda (Leo) Levi, né le 15 janvier 1926  à Mannheim, Bade, Allemagne et mort le 17 juin 2019 à Jérusalem, en Israël, est un rabbin orthodoxe américano-israélien, d'origine allemande, physicien, et éducateur. Il est le recteur et professeur d'électro-optique au Jerusalem College of Technology. Il est connu pour ses publications dans le domaine du judaïsme et science,.

## Biographie
Yehuda (Leo) Levi est né le 15 janvier 1926 à Mannheim, Bade, Allemagne. Il est le fils de Joseph Aaron Levi et de Frida Jacobson.

### Études
Il obtient une Licence en génie électrique du City College of New York en 1952, puis un Master of Science du Brooklyn Polytechnic Institute en 1955 et un Doctorat en philosophie et physique du Brooklyn Polytechnic Institute en 1964.

#### New York
Yehuda Levi est physicien principal, Freed Electronic & Controls Corporation, New York City, 1951-1955. Il est ensuite chef du département de physique appliquée, Fairchild Camera & Instructor Corporation, Syosset, New York, 1955-1958. Il devient consultant pour IBM (indépendant, International Business Machines Corporation), NCR, Université d'État de New York, New York City de 1958 à 1970. Il est professeur au département de physique du City College of New York City de 1965 à 1970.

#### Jérusalem
Il immigre en Israël en 1970. Il devient chef de physique/électro-optique à l'Institut de technologie de Jérusalem de 1970 à 1982, recteur de cete institution de 1982 à 1990, puis recteur émérite, epuis 1991. Il est Professeur associé invité, School Applied Science, à l'université hébraïque de Jérusalem. Il est titulaire d'une bourse d'études juive avancée de l'Institut GurAryeh, Brooklyn, 1958-1963. Il est chercheur contractuel au Bureau de la recherche navale, Washington, 1969-1970 et consultant au Laboratoire national de physique, Jérusalem, 1970-1979.

#### Famille
Il épouse Miriam Wechsler le 17 février 1957. Ils ont 4 enfants : Joseph A., Shlomo, Ben Zion Hillel.

#### Mort
Il est mort le 19 juin 2015 à Jérusalem à l'âge de 93 ans et est enterré au Mont des Répits.

## Œuvres
Sur la physique :
- (en) Applied Optics, 2 vols. Wiley, 1968 & 1980.  (ISBN 0471080519))
- (en) Handbook of Tables for Applied Optics. CRC, 1974.  (ISBN 0878193715))
- (en) Applied Optics in the Eighties, Jerusalem College of Technology, Jérusalem

Sur la science et la Torah :
- (en) Vistas from Mt. Moriah: A Scientist Views Judaism and the World (Gur Aryeh Institute, 1959)
- (en) Jewish Chrononomy (Association of Orthodox Jewish Scientists and Gur Aryeh Institute, 1967)
- (en) Torah and Science - Their Interplay in the World Scheme (Association of Orthodox Jewish Scientists, New York, and Feldheim Publishers, 1983, 2006)
- (en) Halachic Times for Home and Travel (Rubin Mass, 1992)
- (en) ha-Mada sheba-Torah (Reuven Mas, 2001; Translation,(en) The Science in Torah (Feldheim, 2004.  (ISBN 1583306579)); Recension par Gad Freudenthal